# Пророк Валам
Пророк Валам (хебр. בלעם) је био старозаветни пророк града Ситима (на Горњем Еуфрату), који је, према Библијском предању, саградио Моавски краљ Валак за одбрану од Јевреја, који су се утаборили у степама Трансјордана на Јерихону.
Валам по жељи цара Валака долази да прокуне Јевреје. На путу среће анђела са исуканим мачем који га одвраћа од пута. Жеља за новцем и похлепа терају га даље насупрот Божје воље. Тада Бог проговара кроз магарца не би ли га уразумио, али Валам се не зауставља, тера магарца даље и измишља разлоге за наставак пута. Бог, на крају ставља речи у уста и тако он благосиља, уместо да прокуне народ Израиља. 
Старозаветна Књига Бројева о томе сведочи:
”А Господ метну речи у уста Валаму, и рече врати се к Валаку и тако му реци. И врати се к њему, а он стајаше код жртве своје паљенице и сви кнезови моавски. А он отвори причу своју, и рече: Из Арама доведе ме Валак, цар моавски с планине источне, говорећи: Ходи, прокуни ми Јакова, ходи, наружи Израиља. Како бих клео оног кога не куне Бог? Или како бих ружио оног кога Господ не ружи? Јер сврх стена видим га, и с хумова гледам га. Гле, овај ће народ наставати сам, и с другим народима неће се помешати. Ко ће избројати прах Јаковљев и број од четврти Израиља? Да бих ја умро смрћу праведничком, и крај мој да би био као њихов! Тада рече Валак Валаму: Шта то радиш од мене? Ја те дозвах да прокунеш непријатеље моје, а гле, ти благосиљаш једнако. А он одговори и рече: Зар нећу пазити и говорити оно што ми је Господ метнуо у уста? ” (Број 25)
Пророк Валам је познат и по томе што је међу првима прорекао долазак Господа Исуса Христа из племена Јаковљева: 
"Видим га, али не сад; гледам га, али не изблиза; изаћи ће звезда из Јакова и устаће палица из Израиља, која ће разбити кнезове Моавске и разорити све синове Ситове." (Број 24,16-17) 